# Cantone di Bailleul-Sud-Ovest
Il Cantone di Bailleul-Sud-Ovest era una divisione amministrativa dell'arrondissement di Dunkerque.
È stato soppresso a seguito della riforma complessiva dei cantoni del 2014, che è entrata in vigore con le elezioni dipartimentali del 2015.
Comprendeva parte della città di Bailleul e i comuni di:
- Berthen
- Flêtre
- Merris
- Méteren
- Vieux-Berquin